# کامه (بجستان)
کامه، روستایی از توابع بخش مرکزی شهرستان بجستان در استان خراسان رضوی ایران است.

## جمعیت
این روستا در دهستان بجستان قرار داشته و براساس سرشماری مرکز آمار ایران در سال ۱۳۹۰، جمعیت آن ۲۱۳ نفر (۵۲خانوار) بوده‌است.

## موقعیت
نام یکی از روستاهای شهرستان بجستان است که در بین شهرستان گناباد و بجستان در استان خراسان رضوی واقع شده‌است.
این روستای باستانی با داشتن برجی بالغ بر ۲۰۰ سال قدمت یکی از مناطق زیبای بجستان می‌باشد